# Alex Alves
Alex Alves, volledige naam Alexandro Alves do Nascimento, (Campo Formoso, 30 december 1974 – Jaú, 14 november 2012) was een Braziliaans voetballer die speelde als aanvaller.
Hij speelde voor AO Kavala in Griekenland, EC Vitória, SE Palmeiras, EC Juventude, Portuguesa (SP), Cruzeiro EC, Atlético Mineiro, CR Vasco da Gama, Boavista Sport Club Rio de Janeiro en Fortaleza EC, allen in zijn vaderland Brazilië. Hij speelde in Duitsland bij Hertha BSC.
Alex Alves overleed in november 2012 aan leukemie.